# شمسطار
شمسطار هي بلدة لبنانية تقع في محافظة بعلبك الهرمل، تقع في السفح الشرقي لجبل صنين. تبعد عن بيروت حوالي 75 كلم وعن بعلبك 21 كلم، وترتفع عن سطح البحر بمعدل 1250 م. وتطل على سهل البقاع.
تعتبر بلدة شمسطار متنفس المنطقة الرسمي، وهي عاصمة لعشرات القرى في غربي بعلبك حيث تنتشر فيها المؤسسات الرسمية والدوائر الحكومية، ويتبع لها عدد من المخافر، وفيها الكثير من المراكز الصحية والتربوية الرسمية التي يعود تأسيس أحدها للعام 1936 إضافة إلى المدارس الخاصة والجمعيات الناشطة، كما أنها تعد مركزا تجاريا للقرى المحيطة.
تسميتها شمسطار كما جاء في معجم أسماء المدن والقرى اللبنانية مركبة من لفظين، الأول شمس أو الشماس والخادم الديني، والثاني الجبل أو الظهر والظهيرة. قد يكون التركيب الخدمة الخفية أو الخدمة على حدة أو القرية المقابلة للشمس (فيكون المعنى شمس الجبل).

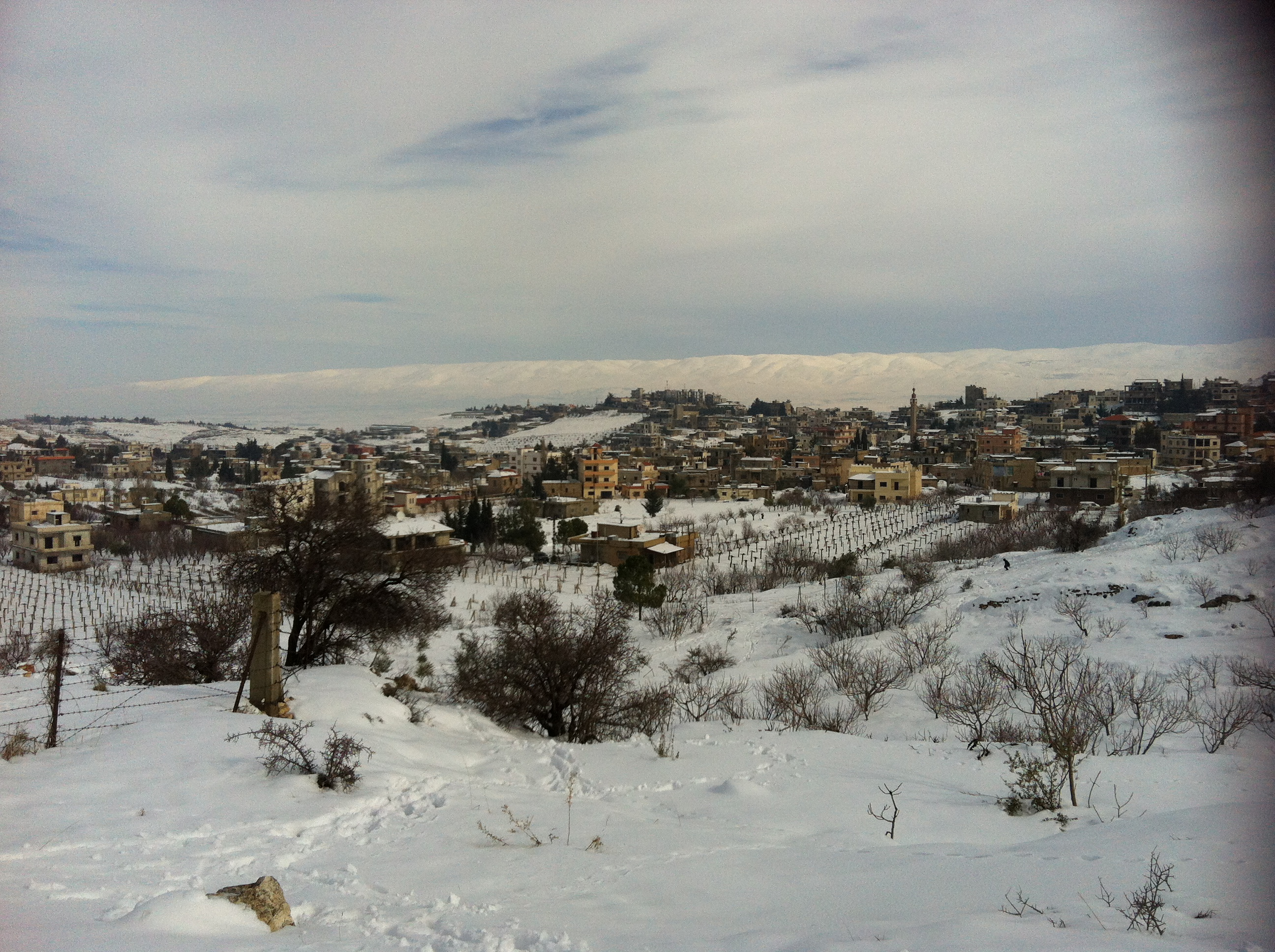
إحدى أحياء شمسطار

## مدخلها
تم إقامة مدخل للبلدة بشكل بوابة ذات درفتين كبيرتين من الإسمنت، جرت معالجتهما حتى باتتا أشبه بالخشب العتيق. سميت البوابة «باب الحارة» تمثلًا بالمسلسل السوري الشعبي، وقد تم افتتاحها باحتفال كبير.

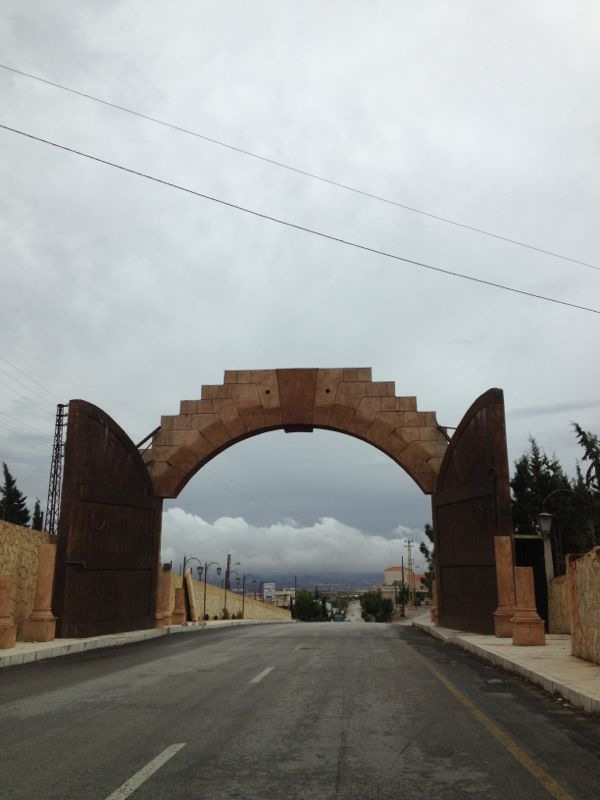
بوابة شمسطار - بوابة النصر

## ديموغرافيا
يبلغ عدد سكانها حوالي 30000 نسمة من المقيمين وغير المقيمين، وعدد الناخبين حوالي 12113. فيها الكثير من روّاد الفكر والأدب والسياسة والفن والطب، كما أن أصحاب الشهادات العلمية العليا في مختلف الاختصاصات كُثُر، وقد تبوّأ الكثير منهم في مناصب عدة ولا سيما في مجلس النواب والوزارات على اختلافها، إضافة إلى السلك العسكري والطبي ونقابة المحامين والصحافة والفن وغيرها.

## من أعلامها
- السيد حسين الحسيني رئيس بلديتها بين 1957 و 1998 ورئيس المجلس النيابي بين 1984 و 1992 والذي كان له مساهمة كبيرة في إنهاء الحرب اللبنانية.
- الدكتور أسعد دياب وزير مالية سابق، قاض وعضو المجلس الدستوري.

## حدودها...أحيائها
تحدها من الشمال قرية طاريا، من الجنوب قرية كفر دبش، من الشرق سهل البقاع وبحيرة حوش باي ومن الغرب سلسلة جبال لبنان الغربية. من أحيائها ضهر الصوان، الساحة، مزرعة بيت صليبي، ضهرة حمد، ضهر الشميط، الحمَّار، الجامع الخربان، ضهرة المغارة، الساحة، حي البير، حارة العين، عين التوت، البادر، الحريقة، المطحنة، المحسة، حارة عين الجوز.
وفي شمسطار ينابيع عديدة أبرزها عين حمدة، نبع عين التوت، نبع حوش باي، نبع بودين.

## نشاطات شبابية
ومن الجمعيات الأهلية الناشطة في البلدة «منتدى الثقافة والإنماء» وجمعية العدل والإحسان وجمعية المساهمة والعطاء بالإضافة إلى نادي الفرح الرياضي.

## زراعاتها
الزراعة في بلدة شمسطار محدودة، أهم محاصيلها الزراعات الصيفية كالأشجار المثمرة منها الكرمة، الزيتون، الكرز، المشمش، الدراق، اللوز. ومن الأشجار غير المثمرة الصنوبر، السرو، الكينا والزنزلخت الهندي، أما سهلها فهو خصب تزرع فيه الحبوب على أنواعها إضافة إلى التبغ والبطاطا. كما تعتبر بلدة شمسطار المنتج الأول للبيض في البقاع كما يُربّى فيها النحل.

## آثارها
البحث الميداني لبلدة شمسطار يظهر أنها بلدة قديمة، فيها عدد كبير من المغاور أبرزها مغارة حمزة قرب ضهر الصوان، مغارة قرب مقام النبي سام، ومغاور في الرملية إضافة إلى آبار ونووايس صخرية تعود للعهد البيزنطي في أغلبها.

## معرض صور

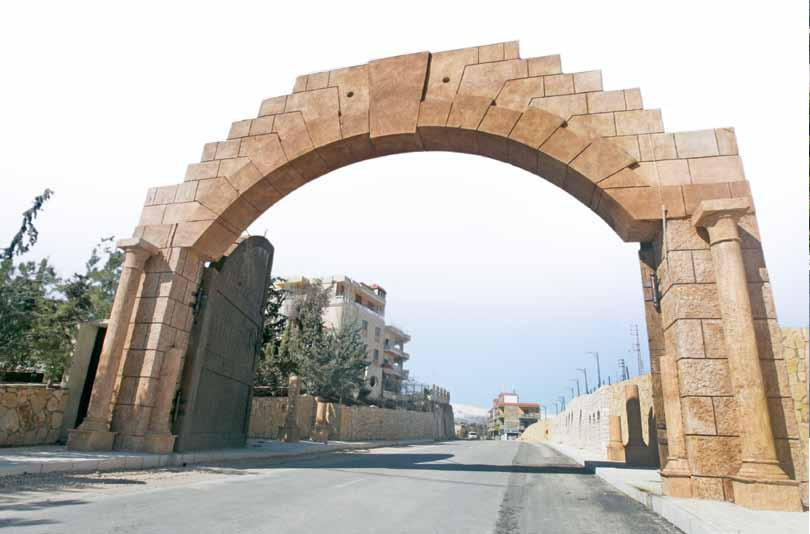
بوابة شمسطار
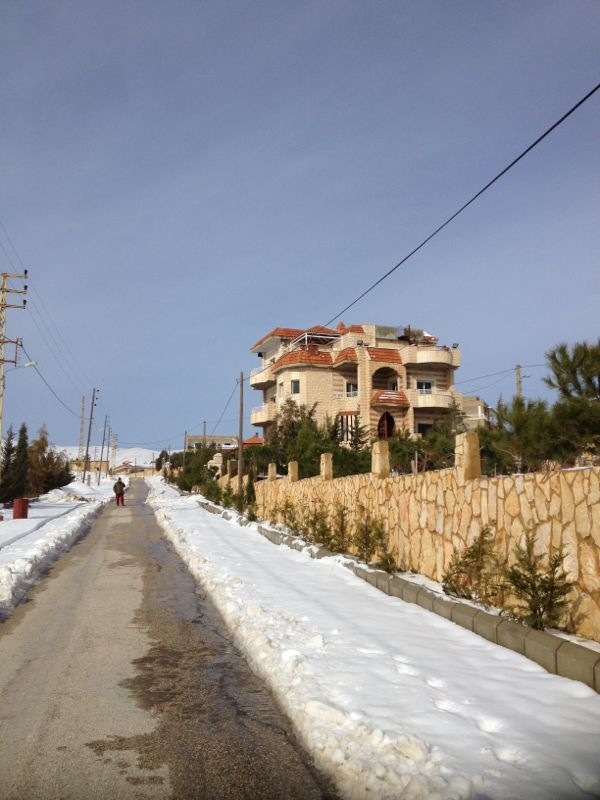
من شوارعها
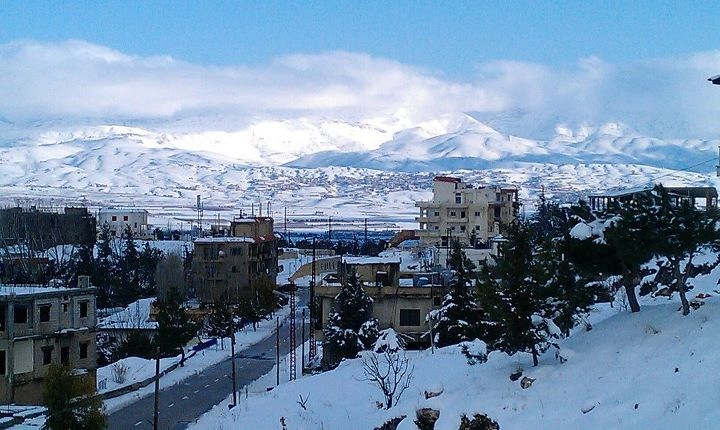
من احياء شمسطار
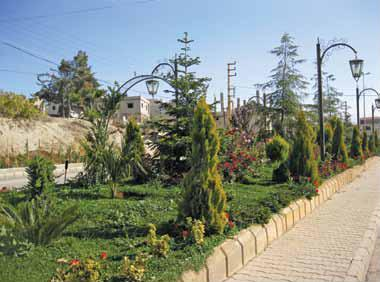
حديقة الساحة
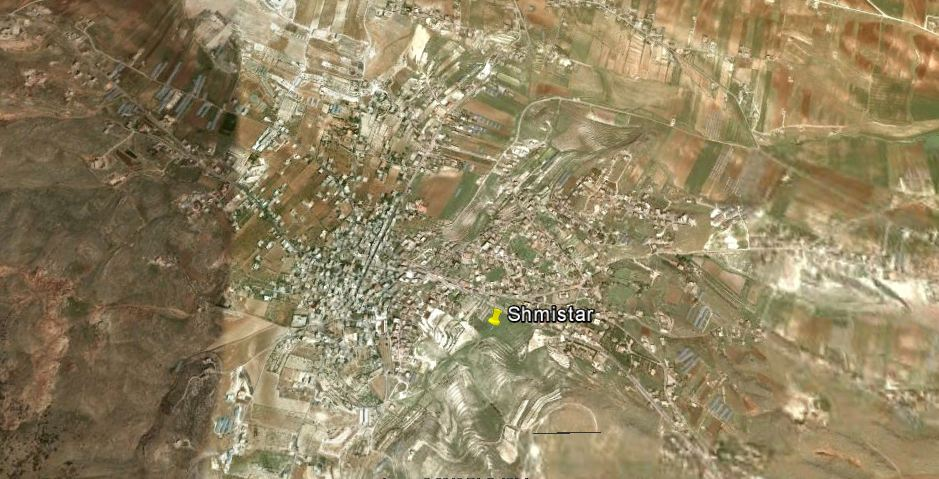
صورة ساتليّة لجزء من شمسطار
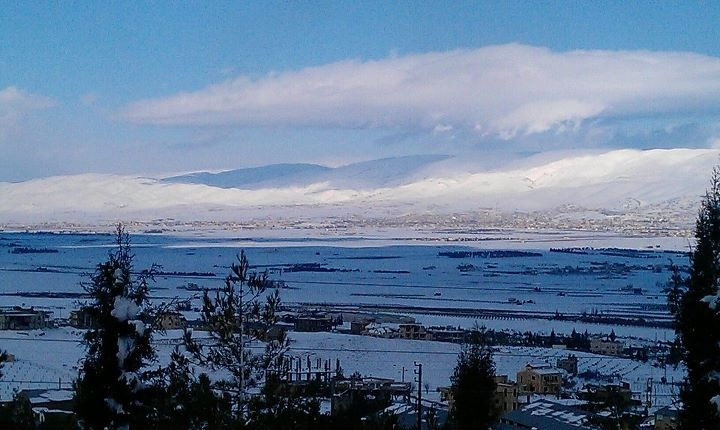
من سهل شمسطار
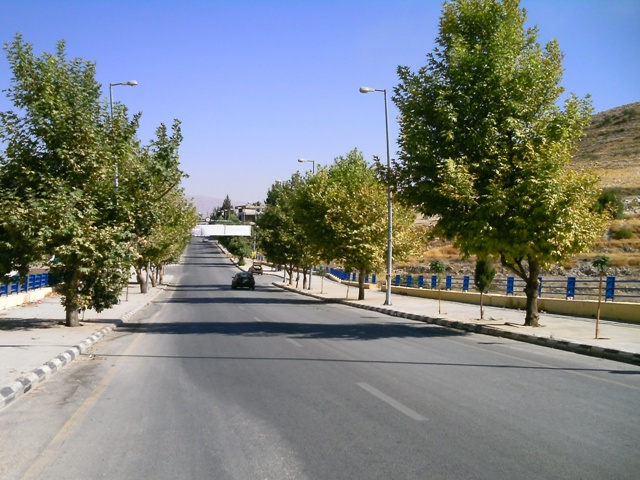
من طرقات شمسطار